# Linje 550S
Linje 550S var en buslinje i København mellem Glostrup st. og Kvæsthusbroen. Linjen var en del af Hovedstadsområdets Trafikselskabs S-busnet og var udliciteret til City-Trafik, der drev linjen fra sit garageanlæg i Glostrup. Linjen kørte blandt andet ad Roskildevej og betjente Brøndbyøster, Rødovre, Vesterbro og Indre By undervejs.
Linjen blev oprettet 2. juni 1996, hvor den erstattede linje 27 og 125E. Endestationerne var de samme i hele linjens levetid, men der skete et par omlægninger på Vesterbro. Linjen blev nedlagt 25. maj 2003, hvor den blandt andet erstattedes af den nye linje 6A.

## Historie
21. oktober 1990 indførte Hovedstadsområdets Trafikselskab (HT) de første S-buslinjer, der var og er hurtige og direkte linjer med få stop undervejs. De første linjer var tværlinjer udenom Københavns centrum, men fra 1994 begyndte man også at etablere radiallinjer gennem København. På det tidspunkt havde man efterhånden fået oprettet de fleste af de oprindeligt planlagte linjer, men i januar 1995 udgav HT S-busplan 1995-1997, der lagde op til yderligere kraftig udbygning af S-busnettet. Der skulle etableres nye S-buslinjer, hvor de eksisterende lokale buslinjer og S-tog ikke gav tilstrækkelig højklasset betjening, og der skulle oprettes flere radiallinjer. Baggrunden var bl.a., at hvor der var indført S-busser, var årlige fald i passagertallene på 2-3 % blevet vendt til stigninger på 6-7 %. Til gengæld betød de nye tiltag, at man ikke længere kunne holde målet om en mindste rejsehastighed på 40 km/t men måtte nøjes med mindst 25 km/t i de centrale bydele. De nye tiltag ville omfatte de fem radiallinjer 150S, 350S, 450S, 550S og 650S og tværlinjen 100S. Ved fuld etablering ville det øge S-bussernes andel af det samlede antal vogntimer kørt for HT fra ca. 10 % til ca. 20 %.
I første omgang etableredes linje 350S 24. september 1995, og 2. juni 1996 var det så tanken at følge op med linje 450S mellem Holmen og Gladsaxe Trafikplads og linje 650S mellem Avedøre st. og Hellerup st. Etableringen af linje 450S forudsatte dog, at der blev bygget en busvej ved Tingbjerg. Den var Københavns Kommune imidlertid modstander af, og den blev aldrig til noget. Af samme årsag blev oprettelsen linje 450S derfor først udsat og senere helt opgivet i 1997. I stedet blev linje 550S fremrykket, så den blev oprettet sammen med linje 650S 2. juni 1996.
Fra starten og helt frem til nedlæggelsen kørte linje 550S fra Glostrup st. via Rødovre Centrum, Roskildevej og Tietgensbroen ved Københavns Hovedbanegård til Sankt Annæ Plads ved Kvæsthusbroen. Ved oprettelsen erstattede den linje 27 på flere delstrækninger mellem Gammelholm og Rødovre og linje 125E mellem Glostrup st. og Christiansborg Slotsplads. Begge disse linjer nedlagdes, mens linje 13, der hidtil havde kørt til Brøndbyøster st., afkortedes til Rødovre Centrum, og linje 28, der havde kørt til Kvæsthusbroen, omlagdes til Amager. Et nyt indslag var til gengæld, at der fra Vesterbros Torv zigzaggedes ad forskellige gader til Tietgensbroen i stedet for linje 27 og 125E's kørsel ad Vesterbrogade til Rådhuspladsen.
I HT's personaleblad HT-nyt blev linje 550S beskrevet således: "Den ny linie giver forbindelse fra Glostrup st. til Rødovres tætte boligområder og Rødovre Centrum, direkte forbindelse fra Rødovre, Roskildevej og Vesterbrogade til Hovedbanegården og Christiansborg samt forbindelse fra Hovedbanegården til Oslo- og Bornholmerfærgen." Færgerne til Oslo og Rønne på Bornholm udgik dengang begge fra Kvæsthusbroen.
18. august 1997 overtog linje 550S linje 10's hidtidige ekstrakørsel mellem Hovedbanegården og Holmens Kirke, der samtidig blev forlænget til Gammelholm. Ekstrakørslen var ikke optaget i de officielle køreplaner, men der kørtes om morgenen fra Hovedbanegården til Nyhavnsbroen og om eftermiddagen modsat fra Holbergsgade/Tordenskjoldsgade til Hovedbanegården. Ekstrakørslen betegnedes uofficielt som linje 550Sx.
Generelt forblev linje 550S en stabil linje, når der ses bort fra forskellige vej- og fjernvarmearbejde. I 1997 skete der en mindre ændring på Vesterbro, hvor busserne hidtil havde kørt ad Istedgade - Abel Cathrines Gade mod Kvæsthusbroen og ad Halmtorvet - Gasværksvej mod Glostrup st., men hvor det nu blev Istedgade - Abel Cathrines Gade i begge retninger. Mere omfattende blev det 24. maj 1998, da Halmtorvet blev spærret, så linjen måtte omlægges ad Gasværksvej - Sønder Boulevard - Skelbækgade - Ingerslevsgade. Omlægningen skulle have varet ca. 8 måneder men kom i praksis til at vare 22 måneder til 26. marts 2000.

### Nedlæggelsen
Ved årtusindskiftet begyndte fremtiden efterhånden at banke på i form af etableringen af metroen, der medførte reduktioner i den københavnske busdrift. I den forbindelse foreslog HT, at der skulle etableres et net af stambusser, senere kendt som A-busser, i og omkring Københavns og Frederiksberg Kommuner i form af seks linjer med hyppig drift. De ville blandt andet erstatte hele eller dele af flere S-buslinjer. Ved offentliggørelsen af planerne i 2000 var det således tanken, at linje 550S skulle nedlægges og erstattes af den senere linje 6A på strækningen mellem Damhustorvet og Stormgade.
I et forslag til stambusnettet i april 2001 blev planerne gjort mere konkrete. Her kom den senere linje 6A til at følge linje 550S' hidtidige rute til Rødovrehallen, mens resten af strækningen til Glostrup st. skulle overtages af en forlænget linje 13. En omlægning af linje 29 ad Holbergsgade ville delvist erstatte kørslen til Kvæsthusbroen. Imidlertid havde stambusplanen som helhed den følge, at de fleste andre linjer i Københavns og Frederiksberg Kommuner også ville berørt. Som alternativ arbejdedes derfor med et referencebusnet, hvor det eksisterende busnet blev bibeholdt i størst muligt omfang. Her ville linje 550S komme til at fortsætte uændret. Det var dog tanken, at linjen i givet fald skulle betjenes af 13,7 m lange busser som dem var ved at blive indsat på flere andre buslinjer på det tidspunkt. Ulempen ved referencebusnettet var dog, at S-busserne sprang en del stoppesteder over, som andre linjer så måtte betjene. Noget der betød, at en del strækninger fik dobbelt betjening. For eksempel ville linje 550S på den måde fortsat blive suppleret af linje 28 på Roskildevej og linje 6 på Vesterbrogade.
Slutresultatet blev imidlertid, at HUR besluttede at indføre stambusnettet i tre etaper ved sit møde den 26. oktober 2001. Den første skete 20. oktober 2002 i forbindelse med indvielsen af metroen, og anden etape fulgte 25. maj 2003. Her blev linje 550S nedlagt og erstattet af den nye linje 6A mellem Rødovrehallen og Vesterbros Torv. Samtidig forlængedes linje 13 fra Rødovre Centrum til Glostrup st., mens linje 650S omlagdes til Kvæsthusbroen og samtidig overtog ekstrakørslen. Stykket mellem Vesterbros Torv og Tietgensbroen bortfaldt derimod uden erstatning.

## Fakta
- Linjeføring ved nedlæggelsen
  - Glostrup st. - Banegårdsvej - Hovedvejen - Roskildevej - Korsdalsvej - Rødovre Parkvej - Tårnvej - Roskildevej - Vesterbrogade - Vesterbros Torv - Gasværksvej - Istedgade - Abel Cathrines Gade - Kvægtorvsgade - Hovedbanegården - Tietgensgade - Stormgade - Vindebrogade - Christiansborg Slotsplads - Holmens Kanal - Holbergsgade - Nyhavnsbroen - Toldbodgade - Sankt Annæ Plads - Kvæsthusbroen[24]

- Overordnede linjevarianter
  - Glostrup st. - Kvæsthusbroen[24]
  - Hovedbanegården - Nyhavnsbroen hhv. Tordenskjoldsgade - Hovedbanegården (ekstrakørsel i myldretiden)[12]

| Fra        | Entreprenør og garage |
| ---------- | --------------------- |
| 02-06-1996 | City-Trafik, Glostrup |

## Kronologisk oversigt
Oversigten nedenfor omfatter permanente og længerevarende ændringer. Der er set bort fra ændringer af stoppesteder og kortvarige omlægninger ved vejarbejder, sportsbegivenheder og lignende.
| Dato                        | Hændelse |
| --------------------------- | --- |
| 02-06-1996                  | Linje 550S oprettes ad følgende rute: Glostrup st. - Banegårdsvej - Hovedvejen - Roskildevej - Korsdalsvej - Rødovre Parkvej - Tårnvej - Roskildevej - Vesterbrogade - Vesterbros Torv - Gasværksvej - > Istedgade > Abel Cathrines Gade > (/< Halmtorvet <) - Kvægtorvsgade - Hovedbanegården - Tietgensgade - Stormgade - Vindebrogade - Christiansborg Slotsplads - Holmens Kanal - Holbergsgade - Nyhavnsbroen - Toldbodgade - Sankt Annæ Plads - Kvæsthusbroen. Linje 550S erstatter linje 27 og 125E der nedlægges samt dele af linje 13 og 28. |
| 09-07-1996 - ca. 30-07-1996 | Omlægges ad Nyhavn - Havnegade - Tordenskjoldsgade i retning mod Glostrup st. Omlægningen skyldes vejarbejde i Holbergsgade. |
| 13-11-1996 - ca. 13-01-1997 | Omlægges ad Frederiksberg Alle - Pile Alle i retning mod Glostrup st. Omlægningen skyldes fjernvarmearbejde. |
| ??-??-1997                  | Omlægges så der køres ad Abel Cathrines Gade - Istedgade i begge retninger. |
| 27-05-1997 - ca. 27-07-1997 | Omlægges ad Frederiksberg - Platanvej i retning mod Glostrup st. |
| 18-08-1997                  | Der etableres ekstrakørsel mellem Gammelholm og Hovedbanegården. Om morgenen køres fra Hovedbanegården til Nyhavnsbroen og om eftermiddagen køres fra Holbergsgade/Tordenskjoldsgade til Hovedbanegården. Ekstrakørslen betegnes uofficielt som linje 550Sx og erstatter tilsvarende ekstrakørsel som linje 10x mellem Hovedbanegården og Holmens Kirke/Admiralgade. |
| 24-05-1998 - 26-03-2000     | Omlægges ad Gasværksvej - Sønder Boulevard - Skelbækgade - Ingerslevsgade. Omlægningen skyldes lukning af Halmtorvet og påregnedes oprindeligt at vare ca. 8 måneder men kom i praksis til at vare 22 måneder. |
| 25-05-2003                  | Linjen nedlægges på grund af metroens og A-busnettets oprettelse. Erstattes af ny linje 6A samt linje 13 og 650S der omlægges. |